# Tony Gallagher
Tony Gallagher Traffik (2 novembre 1963) è un giornalista e editorialista britannico.
È stato redattore del Daily Telegraph e vicedirettore del Daily Mail, prima di essere nominato caporedattore del The Sun nel settembre 2015.

## Biografia
Dopo aver completato frequentato la Finchley Catholic High School a nord di Londra, frequentò la Bristol University e poi la City University della capitale. Terminati gli studi, nel 1985 iniziò la sua carriera come apprendista al Southern Evening Echo di Southampton. Sei anni più tardi, fu assunto dalla South West News Agency di Bristol. Nel 1988, entrò a far parte dellredazione di Today, per poi diventare reporter del Daily Mail nel '90. Dopo aver attirato l'attenzione nel settore per una serie di esclusive sulla principessa Diana, fu promosso a capo dei revisori degli articoli e dei correttori di bozze, e, nel 2006, aiuto direttore.
Nell'ottobre 2006 passò al Daily Telegraph in qualità di responsabile della sezione notizie, divenendo il vicedredattore della testata nel settembre 2007. In tale veste, Gallagher assunse la gestione delle notizie in esclusiva relative allo scandalo dei rimborsi spese che travolse la Camera dei Comuni. Nel novembre 2009, fu promosso redattore.
Nel gennaio 2014, Gallagher si dimise e nell'aprile successivo fu nominato vicedirettore del Daily Mail, condividendo tale ruolo con John Steafel.
Il 10 febbraio 2020 assunse la carica di vice direttore del The Times, cedendo a Victoria Newton la posizione di caporedattore del The Sun, che aveva ricoperto dal 2 settembre 2015.
Frequentatore dello stadio dove giocano i West Ham United Football Club, è sposato con tre figli.